# Pericoma stuckenbergi
Pericoma stuckenbergi är en tvåvingeart som beskrevs av Duckhouse 1975. Pericoma stuckenbergi ingår i släktet Pericoma och familjen fjärilsmyggor. Inga underarter finns listade i Catalogue of Life.